# Robert Leroux
Robert Leroux (* 22. srpna 1967 Casablanca, Maroko) je bývalý francouzský sportovní šermíř, který se specializoval na šerm kordem. Francii reprezentoval v první polovině devadesátých let. V roce 1992 a 1996 startoval na olympijských hrách. S favorizovaným francouzským družstvem však dosáhl pouze na bronzovou olympijskou medaili v roce 1996. S francouzským družstev dosáhl na titul mistra světa v roce 1994. Mezi jednotlivci se pravidelně dostával do čtvrtfinále, jeho největším úspěchem je druhé místo z roku 1995.